# Oskar Lindblom
Oskar Lindblom, född 15 augusti 1996 i Gävle, är en svensk professionell ishockeyspelare som spelar för Brynäs IF i SHL. 
Han har tidigare spelat på NHL-nivå för Philadelphia Flyers och på lägre nivåer för Lehigh Valley Phantoms i AHL och Brynäs IF i SHL. 
Lindblom draftades av Philadelphia Flyers i femte omgången som 138:e spelare totalt i NHL Entry Draft 2014.
Hans moderklubb är Hille/Åbyggeby IK.

## Privatliv
Den 13 december 2019 kom beskedet att Lindblom fått diagnosen Ewings sarkom, en form av skelettcancer, och tvingas pausa karriären i väntan på ytterligare tester och behandling. Han förväntas inte spela under resten av säsongen 2019/2020.